# Giovanni Pierluigi da Palestrina

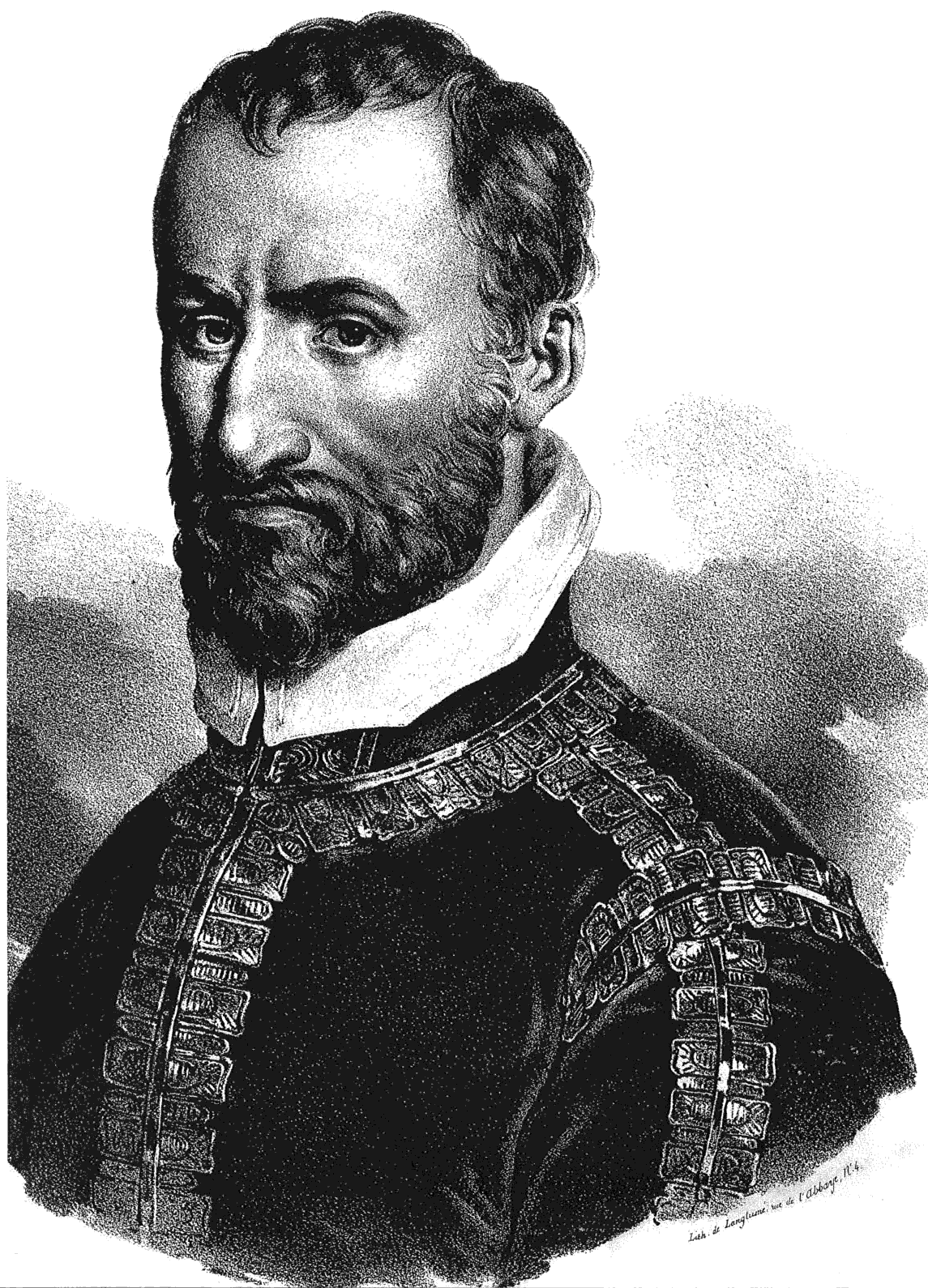
Giovanni Pierluigi da Palestrina in jüngeren Jahren, Lithografie (1828) von Henri-Joseph Hesse

Giovanni Pierluigi da Palestrina (* wahrscheinlich 1525 in Palestrina, Region Latium; † 2. Februar 1594 in Rom) war ein italienischer Komponist in der Nachfolge des franko-flämischen Stils, Sänger und Kapellmeister der Renaissance sowie ein herausragender Meister der Kirchenmusik.

## Leben und Wirken
Zum Vornamen Giovanni und dem eigentlichen Familiennamen Pierluigi ist schon zu Lebzeiten des Komponisten die Herkunftsbezeichnung da Palestrina getreten, so dass es heute in der Musikgeschichte üblich ist, kurz von Palestrina zu sprechen. Er war der Sohn von Sante und Palma Pierluigi aus Palestrina (historisch Praeneste) im näheren Umkreis von Rom, in dem die Familie mindestens seit Mitte des 15. Jahrhunderts ansässig war. Das Geburtsjahr ergibt sich aus dem Nachruf des lothringischen Geistlichen und Mitglied der päpstlichen Kurie, Melchior Major, vom Februar 1594 auf den Tod des Komponisten mit der Angabe Vixit annis LXVIII („hat 68 Jahre gelebt“), was zu einem Geburtsdatum zwischen dem 3. Februar 1525 und dem 2. Februar 1526 führt. Giovannis erste Erwähnung erfolgte in dem Testament seiner in Rom lebenden Großmutter Iacobella Pierluigi vom 22. Oktober 1527, in dem diese ihren Nachlass auf ihre Schwestern und Kinder überträgt und auch ihren etwa zweijährigen Enkel „Giov“ erwähnt, der einige Haushaltsgegenstände bekam. Nach einer Volkszählung 1526/1527 von Papst Clemens VII. wohnte ein Santo de Prenestina mit seiner Familie in der Nähe der Basilika San Giovanni in Laterano in Rom. Giovanni hatte drei Geschwister, Giovanni Belardino, Palma und Silla; letzterer wurde ebenfalls Musiker mit wenigen überlieferten Kompositionen. Die Mutter Palma starb 1536.
In einem Vertrag zwischen dem Domkapitel von Santa Maria Maggiore in Rom und dem Sänger und Kapellmeister Giacomo Coppola vom 25. Oktober 1537 werden auch sechs letzterem anvertraute Chorknaben erwähnt, unter ihnen ein „Joannes de Palestrina“. Weil die dortigen Kapellmeister in dieser Zeit oft schon nach wenigen Jahren wechselten, kommen außer Coppola auch Rubinus Mallapert (um 1520–1573), außerdem ein gewisser Roberto und ein Firmin le Bel als Lehrer Palestrinas in Frage; sichere Informationen über seinen weiteren Werdegang sind jedoch nicht überliefert. Der Komponist schloss am 28. Oktober 1544 einen Vertrag mit den Kanonikern der Kathedrale San Agapito seiner Heimatstadt Palestrina, in dem er die Verpflichtung zur täglichen Leitung des Chorgesangs bei der Feier von Messe, Vesper und Komplet übernahm, auch an Festtagen die Orgel zu spielen und außerdem Kanonikern und Chorknaben musikalischen Unterricht zu geben. In diese Zeit fällt die Heirat Palestrinas am 12. Juni 1547 mit Lucrezia Gori aus einer Familie seiner Heimatstadt mit bescheidenem Vermögen (modest means). Die aus der Ehe hervorgegangenen Söhne Rodolfo (1549–1572), Angelo (1551–1575) und Iginio (1558–1610) waren später alle als Komponisten aktiv.
Als Nachfolger von Mallapert wurde Palestrina am 1. September 1551 zum magister cantorum ohne das übliche Prüfungsverfahren an der Cappella Giulia der Peterskirche in Rom berufen, möglicherweise durch Protektion des Bischofs seiner Heimatstadt Giovanni Maria Ciocchi, des späteren Papstes Julius III. (Amtszeit 1550–1555). Zumindest hat Palestrina diesem später seine erste Veröffentlichung Missarum liber primus (Rom 1554) gewidmet, ein stattliches Chorbuch, welches mit der Cantus-firmus-Messe Ecce sacerdos magnus als Huldigungskomposition beginnt. Anfang 1555 erfolgte die Ernennung Palestrinas zum Mitglied der päpstlichen Kapelle (Sixtinische Kapelle) auf Anordnung von Julius III., auch hier ohne die festgelegten Prüfungen und ohne den üblichen Beschluss der anderen Sänger. In diese Dienstzeit fiel die Veröffentlichung von Palestrinas erstem Madrigalbuch zu vier Stimmen. Nach dem Tod von Julius III. am 23. März 1555 kam es zum Pontifikat von Marcellus II., das zwar nur drei Wochen dauerte, mit seinen humanistischen und musikalisch reformerischen Impulsen aber einen deutlichen Einfluss auf Palestrina hatte (Komposition der Missa Papae Marcelli, etwa 1562). Der Nachfolger Paul IV. (1555–1559) verfügte in seinem strengen Reformeifer dagegen, dass die Mitglieder der Sixtinischen Kapelle nur Kleriker sein können, so dass am 30. Juli 1555 unter anderen die drei verheirateten Mitglieder, unter ihnen Palestrina, mit einer lebenslangen Rente entlassen wurden.
Palestrina übernahm am 1. Oktober 1555 als Nachfolger von Orlando di Lasso die Kapellmeisterstelle der Cappella Pia an San Giovanni in Laterano, dem römischen Bischofssitz des Papstes, die finanziell und personell deutlich schlechter ausgestattet war als seine vorangegangenen Positionen. Dennoch festigte der Komponist sein Ansehen durch das Erscheinen von Madrigalen in dichter Folge in renommierten Sammeldrucken. In diese Zeit fiel auch die Komposition seiner achtstimmigen Improperien für zwei Chöre, erstmals aufgeführt am Karfreitag 1560, die einen so tiefen Eindruck hinterließen, dass Papst Pius IV. (1559–1565) eine Abschrift davon für die päpstliche Kapelle verlangte. Palestrina verließ sein Amt an der Lateranbasilika am 3. August 1560 und wurde am 1. März 1561 Leiter der Cappella Liberiana an Santa Maria Maggiore, dem Ort seiner Ausbildung, wo er etwa vier Jahre blieb. In dieser Zeit gab es 1562 im letzten Teil des Konzils von Trient (1545–1563) Diskussionen zur Liturgiereform und zur Kirchenmusik, und Palestrinas Musik stieß auf das besondere Interesse von Kardinal Rodolfo Pio da Carpi (1501–1564) und den ihn umgebenden Kreis von Konzilsteilnehmern. Palestrina widmete dem Kardinal ein Jahr später seinen liturgischen Jahreszyklus von Motetten, Motecta festorum totius anni, seinen ersten Individualdruck. Kardinal Ippolito II. d’Este, Erbauer der Villa d’Este in Tivoli, hatte den Komponisten im Sommer 1564 für drei Monate für seine großzügig besetzte Kapelle verpflichtet; ihm war Palestrinas erstes Motettenbuch (fünf- bis siebenstimmig) gewidmet.
Das Trientiner Konzil hatte für die Kirchenmusik besondere ästhetische und stilistische Anforderungen beschlossen; hierzu gehörte auch im Wort-Ton-Verhältnis die unbedingte Verständlichkeit des Worts. Zur Umsetzung der Beschlüsse, zu der auch eine Reform der päpstlichen Kapelle gehörte, waren die Kardinäle Carlo Borromeo und Vitellozzo Vitelli beauftragt worden. In diesem Zusammenhang wurde am 1. Februar 1565 auch das Seminario Romano als Ausbildungsstätte des Priesternachwuchses gegründet; zum musikalischen Leiter und Lehrer an dieser Anstalt wurde kurz darauf Palestrina bestellt. Am 28. April 1565 kam es im Haus von Kardinal Vitelli zu einer Anhörung, bei der die päpstliche Sängerkapelle einige neuere Messvertonungen, auch von Palestrina, vorzutragen hatte, damit die Angemessenheit des polyphonen Stils für die gottesdienstliche Musik nach den neuen Richtlinien beurteilt werden konnte. Es lässt sich vermuten, dass zu diesem Anlass auch Palestrinas Missa Papae Marcelli vorgetragen wurde, welche die dogmatischen Sätze der Messe vorwiegend einstimmig, die schmückenden Teile polyphon wiedergibt. Nachdem dann am 6. Juni dieses Jahres der Ehrentitel modulator pontificus (etwa: „päpstlicher Komponist“) von Pius IV. an Palestrina verliehen wurde und dessen monatliche Pension aufgebessert wurde, ergibt sich daraus die erhöhte Bedeutung des Komponisten für die kirchenmusikalischen Reformen nach dem Konzil. Palestrina besaß inzwischen ein Ansehen von europäischem Rang. Sein zweites und drittes Messenbuch von 1567 und 1570 waren König Philipp II. von Spanien gewidmet, und Graf Prospero d’Arco, kaiserlicher Gesandter Maximilians II., verhandelte mit ihm über die Nachfolge für die vakante Kapellmeisterstelle am Wiener Hof. Der Kaiser sah sich aber letztlich nicht in der Lage, die hohe finanzielle Forderung Palestrinas zu erfüllen, weshalb dann Philippe de Monte die Stelle bekam.
Nachdem Giovanni Animuccia, Kapellmeister und 1555 Nachfolger Palestrinas an der Cappella Giulia des Petersdoms, Ende März 1571 verstorben war, übernahm Palestrina diese Stelle zum zweiten Mal, nachdem nur eine Woche vergangen war. Außer den täglich zu verrichtenden Pflichten entstanden in den 1570er Jahren für ihn weitere Aufgaben. Papst Gregor XIII. (1572–1585) beauftragte in einem Erlass vom 15. Oktober 1577 den Komponisten und den Sänger Annibale Zoilo (1537–1592) mit einer Reform der Choralgesänge (Graduale Romanum); beide nahmen sofort die Arbeit auf und schlossen sie schon im nächsten Jahr ab. Allerdings ist diese Fassung nie gedruckt worden, weil insbesondere dem spanischen König Philipp II. die sprachlich-musikalischen Eingriffe in die Choräle zu weit gingen, woraufhin der Papst den Auftrag 1578 wieder zurückzog. Palestrina war auch für die Arciconfraternita della Santissima Trinità dei Pellegrini e Convalescenti aktiv, eine damalige römische Frömmigkeitsbewegung, für die er 1576 und 1578 musikalische Beiträge lieferte. Eine engere Beziehung entstand zwischen ihm und dem Hof der Gonzaga in Mantua. Herzog Guglielmo Gonzaga strebte einen gegenreformatorischen Mittelpunkt in Italien an und baute dafür in Mantua die Schlosskirche, Basilika Palatina di Santa Barbara, für die er bei Palestrina zehn Choralmessen auf der Basis einer speziell in Mantua gepflegten liturgischen Tradition bestellte. Die erste vierstimmige Alternatim-Messe erhielt er am 2. Februar 1568, die restlichen neun fünfstimmigen zwischen November 1578 und April 1579. Der Versuch, Palestrina 1583 für die Kapellmeisterstelle an der neuen Basilika zu gewinnen, scheiterte an dessen hoher Gehaltsforderung.
In den ersten zehn Jahren Palestrinas im erneuerten Amt an St. Peter ereigneten sich etliche Todesfälle in seiner Familie. Sein Bruder Silla starb am Neujahrstag 1573, seine ältesten Söhne Rodolfo und Angelo 1572 und 1575, und am 22. August 1580 wurde seine Frau Lucrezia Opfer einer Virusepidemie in Rom. Im darauf folgenden Jahr 1581 starben auch noch drei seiner Enkelkinder. Dies schlug sich möglicherweise in der Zusammensetzung seines zweiten vierstimmigen Motettenbuchs nieder, welches auffallend viele Trauermusiken enthält. Palestrina entschloss sich offenbar daraufhin, Priester zu werden und ersuchte seinen Dienstherrn, Papst Gregor XIII., im Herbst 1580 um den Empfang der niederen Weihen; dies wurde bewilligt und am 7. Dezember des Jahres in der Kirche San Silvestro al Quirinale vollzogen. Im Januar 1581 erhielt er eine Pfründe an der Kirche Santa Maria in Ferentino südöstlich von Rom. Wenig später gab er die Absicht, in den Priesterstand zu gehen, wieder auf und heiratete am 28. März 1581 die wohlhabende Witwe des päpstlichen Pelzlieferanten, Virginia Dormoli. Als Inhaber eines Pelzgeschäfts legte er die Erträge umsichtig in Immobilien an.

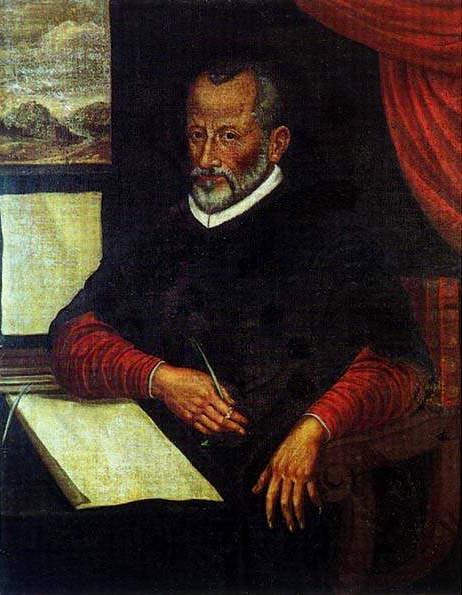
Der ältere Palestrina

In seinem neuen Lebensabschnitt entfaltete Palestrina eine intensive und umfassende Kompositions- und Publikations-Tätigkeit. Eine große Zahl von Madrigalen und Motetten erschien in einer Vielzahl von Sammeldrucken, und es kamen viele bedeutende Individualdrucke heraus, wie Bücher mit Messen, Motetten und Madrigalen sowie die beiden Sammlungen mit fünfstimmigen geistlichen Madrigalen. Zu den großen zyklischen Werken seiner Spätzeit gehören auch die Hohelied-Motetten (1583/1584), die Lamentationen (1588), die Magnificat-Sammlung (1591) und die beiden liturgischen Jahreszyklen mit Hymnen (1589) und Offertorien (1593). Im Frühjahr 1593 trug er sich mit der Absicht, in seine Heimat zurückzukehren, um dort die vakante Stelle des Domkapellmeisters und Organisten bis zur regulären Wiederbesetzung zu übernehmen. Doch noch vor der Vertragsunterzeichnung erkrankte Palestrina Anfang 1594 schwer und starb am Morgen des 2. Februar. Er wurde in einer Gruft von St. Peter beigesetzt, in der schon andere Familienmitglieder ruhten. Sein Grab trägt die Inschrift Musicae princeps („Fürst der Musik“). Sein Nachfolger im Amt des Leiters der Cappella Giulia wurde am 12. März Ruggiero Giovannelli, und die Position eines Komponisten an der päpstlichen Kapelle ging am 3. April 1594 an Felice Anerio.

## Bedeutung
In der zweiten Hälfte des 16. Jahrhunderts kam es in Italien nach den Erkenntnissen über die psychische, ethische und politische Wirkung von Musik und damit ihrer gesellschaftlichen Bedeutung (Francesco Bocchi 1581) zu Reformbewegungen im religiösen Leben und damit auch in der liturgischen Musik. Hieraus entstanden einerseits die Orden der Jesuiten und Filippiner sowie andererseits die Reformbestrebungen des Konzils von Trient, auf welchem in seiner letzten Sitzungsperiode die Förderlichkeit polyphoner Musik für die Andacht des Hörers wegen der mangelnden Textverständlichkeit kritisch diskutiert wurde. Auch sollten Parodiemessen mit Vorlagen von „lasziven“ Madrigalen und Chansons zurückgedrängt werden; energischster Vertreter solcher Forderungen war Papst Sixtus V. In diesem Zusammenhang ist Palestrina erstmals 1609 von dem Komponisten Agostino Agazzari (1578–1640) als „Retter der Kirchenmusik“ bezeichnet worden, der mit seiner Missa Papae Marcelli solchen reformerischen Forderungen mustergültig entgegenkam. Er hat auch eigenartigerweise Palestrinas Musik zu den Vorläufern des Generalbass-Stils gerechnet. Es ist allerdings anzumerken, dass bei der herrschenden Meinungsvielfalt der Konzilsteilnehmer eine Einschränkung oder gar ein Verbot polyphoner Musik nicht ernsthaft zu befürchten war. Palestrina hat in seinen Werken gezeigt, dass er sowohl den bisherigen polyphonen Stil (Palestrina komponierte etwa ein sechsstimmiges Kyrie) als auch den neuerdings gewünschten Reformstil beherrscht. Den Bestrebungen eines kirchenmusikalischen Reformstils, wie er von den Komponisten Giovanni Matteo Asola und Vincenzo Ruffo vertreten wurde, hat er sich nicht angeschlossen. Textverständlichkeit war für Palestrina keine Voraussetzung für vokale Kirchenmusik, sondern nur eine satztechnische Möglichkeit.
Ab dem frühen 17. Jahrhundert wurde das Repertoire der Sixtinischen Kapelle mehr und mehr von den Kompositionen Palestrinas beherrscht, was bis ins 19. Jahrhundert andauerte. Eine Reihe von Werken des Komponisten wurde in der Folgezeit von anderen Meistern bearbeitet, so die Missa Papae Marcelli von Giovanni Francesco Anerio, der diese Messe 1619 unter Verdichtung auf vier Stimmen reduzierte, oder von Francesco Soriano, der die gleiche Messe 1609 doppelchörig erweiterte. Viele Motetten Palestrinas wurden im 18. Jahrhundert zur erweiterten Verwendung umtextiert. Johann Sebastian Bach bearbeitete die sechsstimmige Missa sine nomine für Singstimmen, Cornetti, Tromboni und Generalbass. Ausgehend von der Schülergeneration Palestrinas entstand in der Geschichte der Musiktheorie eine kontrapunktische Lehrtradition, die zu dem Gradus ad Parnassum von Johann Joseph Fux (Wien 1725) führte, in dem der kontrapunktische Stil Palestrinas in Dialogform gelehrt wird. Dieses Werk wurde bis ins 19. Jahrhundert eines der einflussreichsten Kontrapunkt-Lehrbücher, bot Haydn, Mozart und Beethoven die Möglichkeit, den Kontrapunkt kompositorisch mit einzubeziehen und gab den kirchenmusikalischen Restaurationsbewegungen des 19. Jahrhunderts das Fundament in der Kompositionslehre.
Ernst Theodor Amadeus Hoffmann stellte in seinem Aufsatz „Alte und neue Kirchenmusik“ (1814) Palestrinas Werk als „wahrhafte Musik aus der anderen Welt“ heraus, und die musikalischen Reformbewegungen orientierten sich ab etwa 1830 meist programmatisch an Palestrina als Hauptvertreter der klassischen Vokalpolyphonie. Dies mündete in die cäcilianische Bewegung, die von München und Regensburg ausging, mit der Folge, dass auch herausragende Komponisten wie Franz Liszt, Charles Gounod, Joseph Rheinberger, Johannes Brahms und Anton Bruckner sich mit der Musik Palestrinas künstlerisch auseinandersetzten. Hans Pfitzner (1869–1949) dichtete und komponierte in seiner „Musikalischen Legende“ Palestrina 1910 bis 1915 die Geschichte des Komponisten als spätromantisches bekenntnishaftes Ideendrama, in dem Zitate aus Palestrinas Werken leitmotivisch verwendet werden. Schließlich hat der dänische Musikwissenschaftler Knud Christian Jeppesen (1892–1974) die Satzweise in Palestrinas Werken analysiert und in seinem Kontrapunkt von 1935 den historisch richtigen Kontrapunkt des Komponisten dargestellt.
Der Palestrina-Stil kann als Synthese zwischen der kontrapunktischen Kunst der franko-flämischen Musik und italienischem Klangsinn bezeichnet werden. Im Hinblick auf den eigentlich vorliegenden, in sich wandlungsfähigen und stark differenzierten, komplexen Kompositionsstil des Meisters wird im Sprachgebrauch der Musiktheorie der Begriff des Palestrinastils mehr im Sinne eines historisch verfestigten und lehrmäßig vermittelbaren Satzmodells vereinfacht, der sich grundsätzlich als stile antico von dem späteren konzertanten Stil des Generalbass-Zeitalters unterscheidet. Hauptkennzeichen ist die melodische, rhythmische und harmonische, fein abgestimmte Ausgewogenheit eines Werks auf allen Ebenen der musikalischen Struktur. Dies ist das Ergebnis einer musikgeschichtlichen Entwicklung, an der die päpstliche Kapelle und ihre vorangegangenen Sänger-Komponisten einen wesentlichen Anteil hatten. Ziel war dabei, alle maßgeblichen Größen und satztechnischen Anteile eines Werks in einer strukturellen Ausgewogenheit aufeinander zu beziehen. Die Melodieführung bevorzugt Sekundschritte und lässt in ihrem Ausgleich von Auf- und Abwärtsbewegungen den Eindruck von Geschlossenheit entstehen. Größere Intervalle in der Melodie werden regelmäßig mit kleineren Schritten in der Gegenrichtung beantwortet; aufsteigende Bewegungen beginnen meist mit einem größeren Intervall, gefolgt von kleineren, bei absteigender Bewegung ist es umgekehrt. Die Bildung von Symmetrien, Sequenzen und floskelhaften Wiederholungen wird vermieden, ebenso ein Nebeneinander von stark kontrastierenden Notenlängen innerhalb von Melodiebögen. Akzente werden nur von der Deklamation des Textes bestimmt und dissonante Klänge werden immer als Durchgangs-, Vorhalts- und Wechselnoten-Dissonanzen vorbereitet und auch aufgelöst. In der Satzdichte, dem Verhältnis zwischen Erklingen einer Stimme und Pause, strebt Palestrina einen Ausgleich an, der klanglich auf das Ideal der Vierstimmigkeit hinausläuft. Somit haben die vierstimmigen Werke die dichteste Satzstruktur, bei den fünfstimmigen beträgt der Pausenanteil im Mittel ein Fünftel bis ein Viertel, bei den sechsstimmigen ein Viertel bis ein Drittel. Beim Erklingen eines Satzes entsteht dann beim Wechsel zwischen Voll- und Geringstimmigkeit ein fortwährendes Fluktuieren der Satzdichte.

## Werke (summarisch)
- Gesamtausgaben

Titelblatt einer Ausgabe von Palestrinas Motetten

  - Pierluigi Palestrinas Werke, 33 Bände, Leipzig ohne Jahreszahl [1862–1907]
  - Le opere complete di Giovanni Perluigi da Palestrina, 35 Bände, Rom 1939–1999
- Messen, Individualdrucke
  - „Missarum liber primus“, Rom 1554
  - „Missarum liber secundus“, Rom 1567
  - „Missarum liber tertius“, Rom 1570
  - „Missarum cum quatuor et quinque vocibus, liber quartus“, Venedig 1582
  - „Missarum liber quintus quatuor, quinque, ac sex vocibus concinendarum“, Rom 1590
  - „Missarum cum quatuor vocibus, liber primus“, Venedig 1590
  - „Missae quinque, quatuor ac quinque vocibus concinendae […] liber sextus“, Rom 1594
  - „Missae quinque, quatuor ac quinque vocibus concinendae […] liber septimus“, Rom 1594
  - „Missarum cum quatuor, quinque & sex vocibus, liber octavus“, Venedig 1599
  - „Missarum cum quatuor, quinque & sex vocibus, liber nonus“, Venedig 1599
  - „Missarum cum quatuor, quinque & sex vocibus, liber decimus“, Venedig 1600
  - „Missarum cum quatuor, quinque & sex vocibus, liber undecimus“, Venedig 1600
  - „Missarum cum quatuor, quinque & sex vocibus, liber duodecimus“, Venedig 1601
  - „Missae quattuor octonis vocibus concinendae“, Venedig 1601

(insgesamt 113 Messen in 14 Büchern)
- Magnificat-Individualdruck
  - „Magnificat octo tonum. Liber primus […] nunc recens in lucem editus“, Rom 1591
- Magnificat-Zyklen
  - 8 Magnificat toni I–VIII zu vier Stimmen, Vertonung ungerade Strophen und 8 Magnificat toni I–VIII zu vier Stimmen, Vertonung gerade Strophen, 1591
  - 8 Magnificat toni I–VIII zu vier Stimmen, Vertonung gerade Strophen
  - 8 Magnificat toni I–VIII zu fünf bis sechs Stimmen, Vertonung gerade Strophen
- Magnificat-Einzelwerke
  - Magnificat quarti toni zu vier Stimmen, Vertonung gerade Strophen
  - Magnificat sexti toni zu vier Stimmen, Vertonung gerade Strophen
  - Magnificat primi toni zu acht Stimmen, Vertonung ungerade / gerade Strophen

(insgesamt 35 Magnificat-Vertonungen)
- Litaneien-Individualdruck und Einzelwerke
  - Individualdruck „Litaniae Deiparae Virginis musica D. Ioannis Petri Aloysii Praenestini […] cum quatuor vocibus“, Venedig 1600
  - „Litaniae Beatae Mariae Virginis“ zu drei bis vier Stimmen, 1600
  - „Litaniae Beatae Mariae Virginis“ zu drei und vier Stimmen, 1596
  - „Litaniae Beatae Mariae Virginis“ zu fünf Stimmen, ca. 1750, opus dubium
  - „Litaniae Beatae Mariae Virginis“ zu sechs Stimmen, wahrscheinlich autograph
  - „Litaniae Beatae Mariae Virginis“ (I) zu acht Stimmen (anonym)
  - „Litaniae Beatae Mariae Virginis“ (II) zu acht Stimmen (anonym)
  - „Litaniae Domini“ (I) zu acht Stimmen
  - „Litaniae Domini“ (II) zu acht Stimmen
  - „Litaniae Domini“ (III) zu acht Stimmen (anonym)
  - „Litaniae sacrae eucharistiae“ (I) zu acht Stimmen
  - „Litaniae sacrae eucharistiae“ (II) zu acht Stimmen

(insgesamt 11 Litanei-Vertonungen)
- Lamentationen
  - Individualdruck: „Lamentationum Hieremiae prophetae, liber primus“, Rom 1588
  - Zyklus 1 (liber primus): 14 Lamentationen
  - Zyklus 2 (liber secundus): 12 Lamentationen
  - Zyklus 3 (liber tertius): 12 Lamentationen
  - Zyklus 4 (liber quartus): 12 Lamentationen
  - Zyklus 5 (liber quintus): 12 Lamentationen
  - Einzelne Lektionen: 10 Lamentationen

(insgesamt 72 Lamentations-Vertonungen)
- Hymnen
  - Individualdruck: „Hymni totius anni, secundum sanctae romanae ecclesiae consuetudinem, quattuor vocibus concinendi, necnon hymni religionum“, Rom 1589

(insgesamt 77 Hymnen-Vertonungen)
- Motetten, Offertorien, Improperien, Marianische Vertonungen, Cantica und Psalmvertonungen
  - Individualdruck „Motecta festorum totius anni cum communi sanctorum […] quaternis vocibus […] liber primus“, Venedig 1564, zahlreiche Nachdrucke
  - Individualdruck „Liber primus […] motettorum, quae partim quinis, partim senis, partim septenis vocibus concinatur“, Rom 1569
  - Individualdruck „Motettorum quae partim quinis, partim senis, partim octonis vocibus concinatur, liber secundus“, Venedig 1572 (mit zusätzlich je 1 Motette von Palestrinas Söhnen Angelo und Rodolfo sowie zwei Motetten seines Bruders Silla Pierluigi da Palestrina)
  - Individualdruck „Motettorum quae partim quinis, partim senis, partim octonis vocibus concinatur, liber tertius“, Venedig 1575
  - Individualdruck „Motettorum quinque vocibus liber quartus“, Rom 1583/84, zahlreiche Nachdrucke
  - Individualdruck „Motettorum quatuor vocibus, partim plena voce, et partim paribus vocibus, liber secundus“, Venedig 1584
  - Individualdruck „Motettorum quinque vocibus liber quintus“, Rom 1584
  - Individualdruck „Offertoria totius anni, secundum sanctae romanae ecclesiae consuetudinem, quinque vocibus concinenda […] pars prima“, Rom 1593
  - Individualdruck „Offertoria totius anni, secundum sanctae romanae ecclesiae consuetudinem, quinque vocibus concinenda […] pars secunda“, Rom 1593

(insgesamt 336 authentische Kompositionen und 81 Werke unsicherer Zuschreibung bzw. zweifelhafter Echtheit)
- Geistliche Madrigale
  - Individualdruck „Il primo libro de madrigali a cinque voci“, Venedig 1581
  - Individualdruck „Delli madrigali spirituali a cinque voci […] libro secondo“, Rom 1594

(insgesamt 56 geistliche Madrigale)
- Weltliche Madrigale und Kanzonetten
  - Individualdruck „Il primo libro di madrigali a quatro voci“, Rom 1555, viele Nachdrucke
  - Individualdruck „Il secondo libro di madrigali a quatro voci“, Venedig 1586

(insgesamt 93 weltliche Madrigale)
- Instrumentalmusik
  - „Recercate“, 8 Ricercare über die 8 Modi zu vier Stimmen
  - „Esercizi (IX) sopra la scala“ zu vier Stimmen, opus dubium

## Film
Über Leben und Werk des Komponisten wurde 2009 der Film Palestrina – Fürst der Musik gedreht. Produktion ZDF/Arte, Regie: Georg Brintrup.

## Trivia
- Geografie: Zu Ehren des Komponisten trägt der Palestrina-Gletscher auf der westantarktischen Alexander-I.-Insel seinen Namen
- Astronomie: Der 1973 entdeckte Asteroid (4850) Palestrina bekam seinen Namen zu Ehren des Komponisten